# Celosia argenteiformis
Celosia argenteiformis är en amarantväxtart som först beskrevs av Schinz, och fick sitt nu gällande namn av Schinz. Celosia argenteiformis ingår i släktet celosior, och familjen amarantväxter. Inga underarter finns listade i Catalogue of Life.